# 面部
面部（）は、漢字を部首により分類したグループの一つ。
康熙字典214部首では176番目に置かれる（9画の最初、戌集の10番目）。

## 概要
面部には「面」を筆画の一部として持つ漢字を分類している。
単独の「面」字は顔を意味する。また前面や方面、面と向かうこと、会うことを意味する。また後起義として物体の表面の意味が生じた。
字源としては、「面」字は頭を象る「𦣻」（「頁」や「首」の共通部）の顔の部分に印を加えた指事文字である。
「面」は意符としては顔に関する文字に含まれる。

## 部首の通称
- 日本：めん
- 韓国：낯면부（nan myeon bu、顔の面部）
- 英米：Radical face

## 部首字
面
- 中古音
  - 広韻 - 弥箭切、線韻、去声
  - 詩韻 - 霰韻、去声
  - 三十六字母 - 明母
- 現代音
  - 普通話 - ピンイン：mìan 注音：ㄇ一ㄢˋ ウェード式：mien4
  - 広東語 - Jyutping:min6 イェール式:min6
- 日本語 - 音：ベン（漢音）・メン（呉音） 訓：おも・おもて・つら
- 朝鮮語 - 音：면(myeon) 訓：낯（nat、顔）・대할（nat、対面する）・겉（geot、表面）・쪽（jjok、方面）

## 例字
- 面・靣
  - 5:靤、7:靦、14:靨